# Суоярвский автобус
Суоярвский автобус — система автобусного транспорта города Суоярви.

## История

### Советский период
В 1940 году впервые через город прошла автобусная линия, соединившая город с Петрозаводском и Сортавалой.
С 1 июля 1947 Суоярвский район стала обслуживать Петрозаводская межрайонная автобаза.
В 1953 году действовал городской маршрут № 1 и линии до Вегаруса и Лахколампи.
В 1960 году в городе действовало уже 2 маршрута:
- № 1 «Кайпа — Вокзал»;
- № 2 «Кайпа — Сувилахти».

Маршруты обслуживались тремя автобусами моделей ЗиС-155, ЗиС-158 и ПАЗ-651.

### Постсоветский период
В 2004 году автобусы прекратили заезд в Вегарус. В это время в Суоярви действуют коммерческие и социальные линии. Социальный маршрут заезжал к лесозаводу, а коммерческий работал в том числе в ночное время к прибытию ночного поезда.
В 2007 году в городе прекратили свою работу государственные перевозчики.
В 2017 году жители Суоярвского района пожаловались на отсутствие автобусных перевозок депутату Законодательного собрания Республики Карелия Е. Ульянову.
С 10 января 2023 года стартовали тестовые перевозки по маршруту «Суоярви — Леппясюрья».
С 15 января 2024 года перевозчик ИП Воробьев А. А. прекратил перевозки внутри Суоярви. Официальная причина заключилась в отсутствии необходимых водителей автобуса.
С 3 июня 2024 года маршрут № 1 был изменен на трассу «Вокзал — Сувилахти — Новосёлы».
По результатам конкурса от 13 октября 2024 года, ИП Сорокин С. П. будет обслуживать маршруты № 1 — № 5 в течение ближайших пяти лет.
С 10 февраля 2025 года стоимость проезда на городском автобусе в Суоярви была повышена до 50 рублей.
С 27 февраля 2025 года был запущен государственный маршрут № 522 «Суоярви — Петрозаводск», в связи с нерегулярностью работы частного маршрута № 520.
С 25 апреля по конец мая 2025 года на маршруте № 522 тестировался новый автобус марки «КАМАЗ», работавший на газовом топливе.

## Современное состояние

### Маршрутная сеть

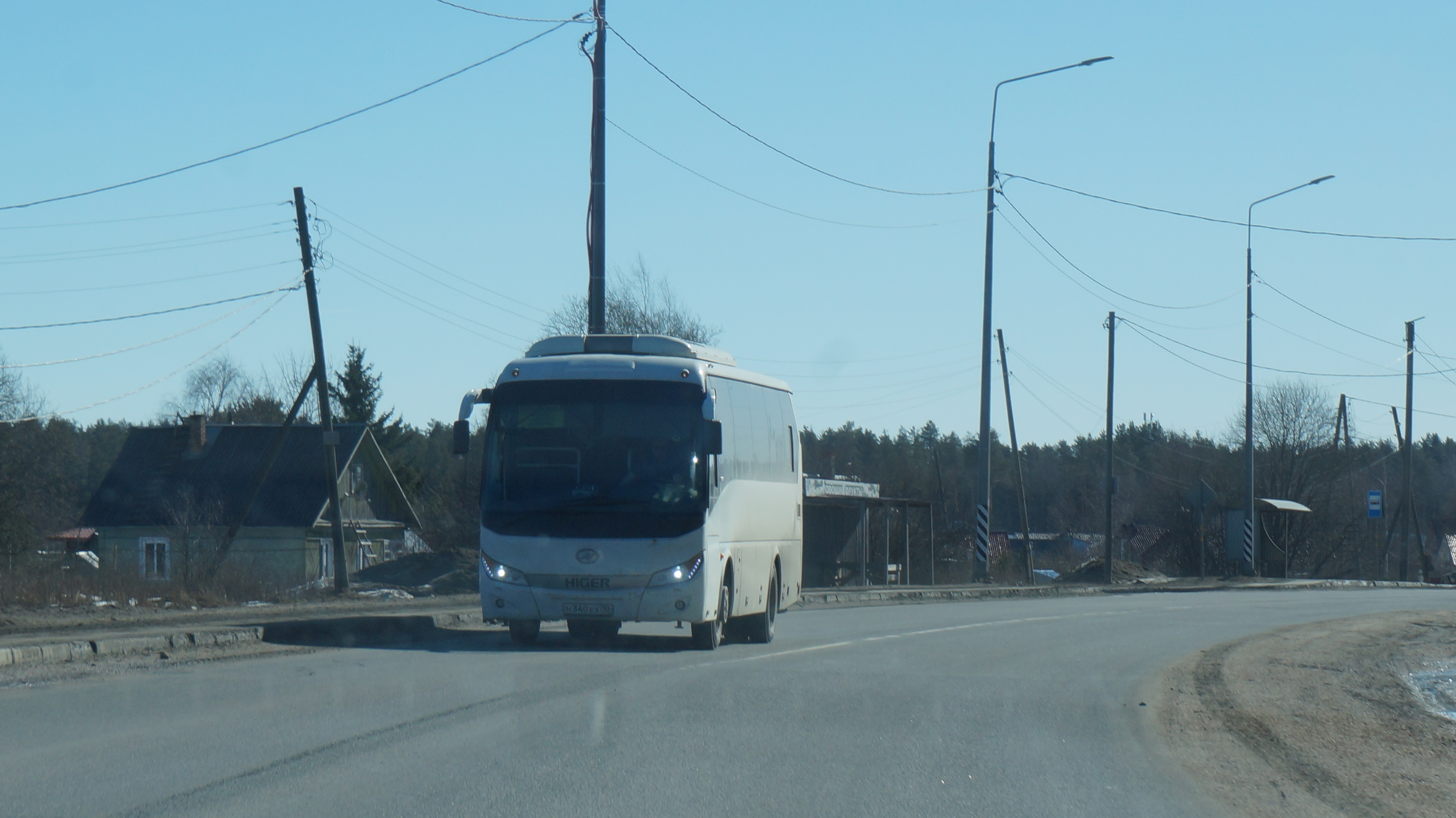
Автобус маршрута № 520, проходящий через Бесовец.

На 12 апреля 2025 года в Суоярви действует один городской автобусный маршрут:
- № 1 «Железнодорожный вокзал — Сувилахти — Новосёлы»[10].

Также, присутствует автобусная связь с Петрозаводском силами маршрутов № 520 и № 522.
На ноябрь 2024 года действуют следующие пригородные маршруты:
- № 2 «Суоярви — Вегарус»;
- № 3 «Суоярви — Суоёки»;
- № 4 «Суоярви — Леппясюрья»;
- Автобус маршрута № 521, проходящий через Бесовец.№ 5 «Суоярви — Лахколампи».

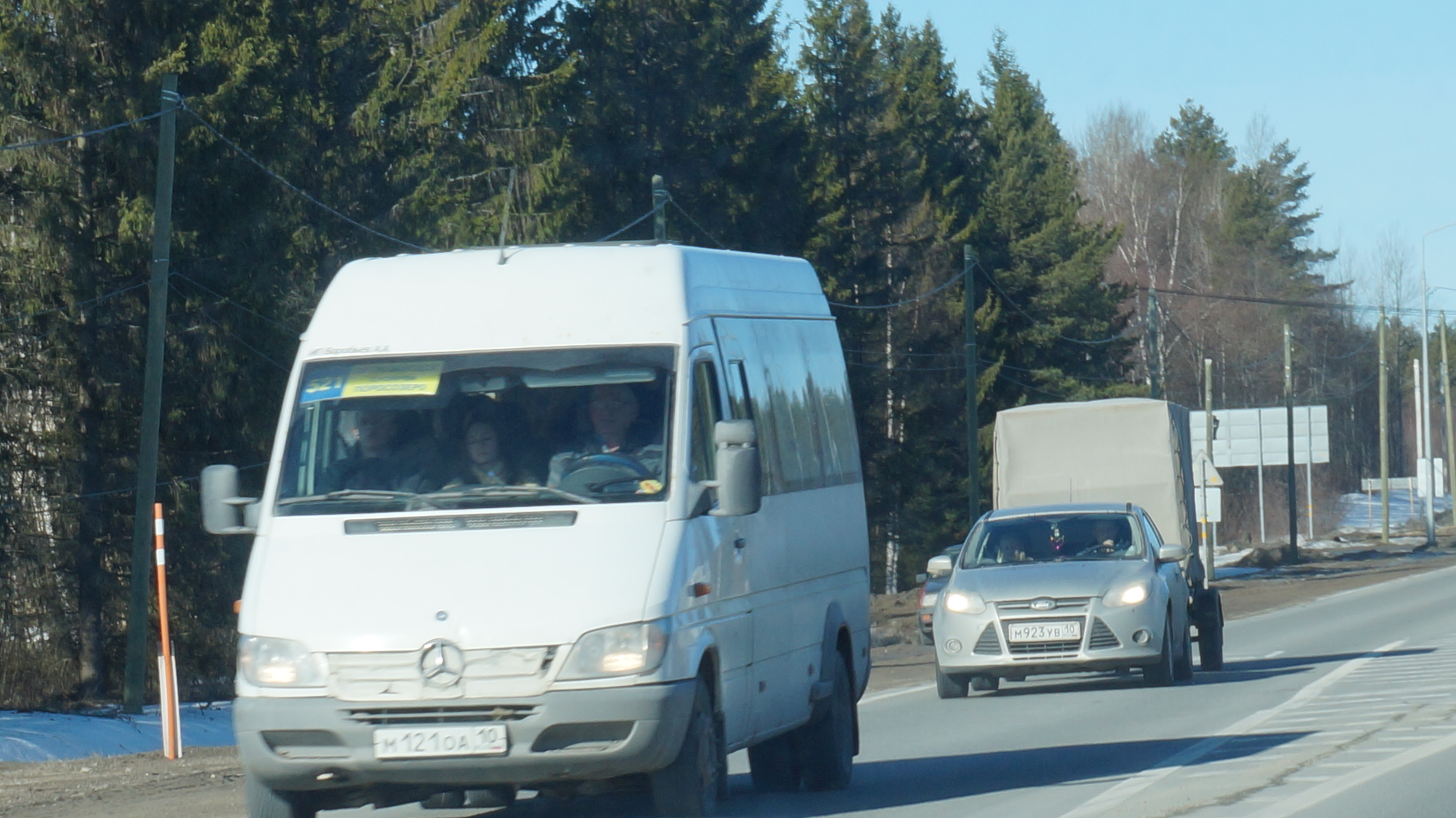
Автобус маршрута № 521, проходящий через Бесовец.

Нумерация маршрутов от 14 октября 2024 года.

### Перевозчики
Список перевозчиков, работавших и работающих в Суоярви:
- Петрозаводская межрайонная автобаза, обслуживала междугородние и пригородные маршруты[2];
- ООО «Суоярвские пассажирские транспортные линии», обслуживало коммерческие маршруты[16];
- МУП «Суоярвский лесопункт», обслуживало социальные маршруты[4];
- ЗАО «Запкареллес»[16];
- ИП Воробьев А. А.[16], обслуживал городские маршруты, обслуживает междугородние маршруты;
- ИП Сорокин С. П[17], обслуживает городской маршрут и пригородные рейсы[11].